# Hypoestes potamophila
Hypoestes potamophila är en akantusväxtart som beskrevs av Hermann Heino Heine. Hypoestes potamophila ingår i släktet Hypoestes och familjen akantusväxter. Inga underarter finns listade i Catalogue of Life.